# Lusternik-Schnirelmann-Theorem
Das Lusternik-Schnirelmann-Theorem ist im mathematischen Teilgebiet der Fixpunkttheorie, hier insbesondere verbunden mit Algebraischer Topologie und Kombinatorik, ein Resultat über bestimmte Überdeckungen von Sphären durch abgeschlossene Mengen. Zuerst veröffentlicht und benannt wurde das Lusternik-Schnirelmann-Theorem nach den sowjetischen Mathematikern Lasar Aronowitsch Lusternik und Lew Genrichowitsch Schnirelmann im Jahr 1930. Es ist äquivalent zum Satz von Borsuk-Ulam aus der Algebraischen Topologie und dem Lemma von Tucker aus der Kombinatorik. Aus dem Lusternik-Schnirelmann-Theorem lässt sich das Knaster-Kuratowski-Mazurkiewicz-Lemma herleiten.

## Aussage
Das Lusternik-Schnirelmann-Theorem besagt, dass in einer Überdeckung der Sphäre {\displaystyle S^{n}\subset \mathbb {R} ^{n+1}} durch {\displaystyle n+1} abgeschlossene Teilmengen mindestens eine dieser Mengen ein Paar antipodaler Punkte enthält, also für einen Punkt {\displaystyle x\in S^{n}} ebenfalls den Punkt {\displaystyle -x\in S^{n}}.